# Rosaneves

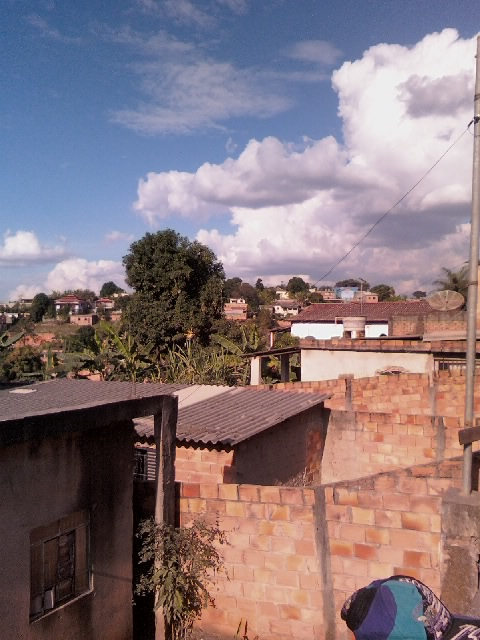
Blick auf Rosaneves

Rosaneves, deutsch Rosaschnee, ist ein Stadtteil (bairro) von Ribeirão das Neves in der Metropolregion Belo Horizonte im Bundesstaat Minas Gerais im Südosten Brasiliens. Viele Straßen von Rosaneves sind nach Pflanzen benannt.

## Infrastruktur
Die Gemeinschaft Ascobarone  (Associação Comunitária do Bairro Rosaneves) ist ein Bewohnergremium, das sich um die Verbesserung der Nachbarschaftsbeziehungen  und im Kampf gegen die Kriminalität mit Mediationsprogrammen kümmert. In Ausschusssitzungen werden Probleme der Gesundheit, des Verkehrs, der Infrastruktur und der Bildung behandelt.